# Ennatosaure
L'ennatosaure (Ennatosaurus tecton) és una espècie extinta de sinàpsid de la família dels casèids que visqué en allò que avui en dia és Europa durant el Permià mitjà, fa entre 295 i 268,8 milions d'anys. Se n'han trobat restes fòssils a Catalunya i Rússia. Es tracta de l'única espècie del gènere Ennatosaurus. Creixia seguint un patró plesiomòrfic típic de tetràpodes més antics. És l'únic casèid conegut que presentava fosses a les superfícies laterals del centre de les vèrtebres dorsals. El nom genèric Ennatosaurus significa 'novè llangardaix' i el nom específic tecton significa 'fuster'; tant l'un com l'altre són una adaptació dels cognoms russos dels descobridors de l'holotip, Tatiana Deviàtaia ('novena') i Mikhaïl Plótnikov (que deriva de plótnik, 'fuster').